# Моняса (комуна)
Моняса (рум. Moneasa) — комуна у повіті Арад в Румунії. До складу комуни входять такі села (дані про населення за 2002 рік):
- Моняса (784 особи) — адміністративний центр комуни
- Ренуша (272 особи)

Комуна розташована на відстані 374 км на північний захід від Бухареста, 78 км на північний схід від Арада, 108 км на захід від Клуж-Напоки, 110 км на північний схід від Тімішоари.

## Населення
За даними перепису населення 2002 року у комуні проживали 1056 осіб.
Національний склад населення комуни:
| Національність | Кількість осіб | Відсоток |
| -------------- | -------------- | -------- |
| румуни         | 1032           | 97,7%    |
| угорці         | 18             | 1,7%     |
| німці          | 2              | 0,2%     |
| серби          | 2              | 0,2%     |
| поляки         | 1              | 0,1%     |

Рідною мовою назвали:
| Мова      | Кількість осіб | Відсоток |
| --------- | -------------- | -------- |
| румунська | 1035           | 98,0%    |
| угорська  | 16             | 1,5%     |
| сербська  | 2              | 0,2%     |
| німецька  | 1              | 0,1%     |
| польська  | 1              | 0,1%     |

Склад населення комуни за віросповіданням:
| Релігія            | Кількість осіб | Відсоток |
| ------------------ | -------------- | -------- |
| православні        | 950            | 90,0%    |
| баптисти           | 42             | 4,0%     |
| п'ятдесятники      | 36             | 3,4%     |
| римо-католики      | 17             | 1,6%     |
| реформати          | 7              | 0,7%     |
| не вказали релігію | 4              | 0,4%     |